# Pseudosmittia smolandica
Pseudosmittia smolandica är en tvåvingeart som beskrevs av Lars Zakarias Brundin 1947. Pseudosmittia smolandica ingår i släktet Pseudosmittia och familjen fjädermyggor. Inga underarter finns listade i Catalogue of Life.